# Tillandsia laxissima
Tillandsia laxissima là một loài thuộc chi Tillandsia. Đây là loài đặc hữu của Bolivia.

## Giống
- Tillandsia 'Feather Belle'
- Tillandsia 'Tropic Delight'
- xVrieslandsia 'Pink Magic'